# Scheikino (Kaliningrad)
Scheikino (russisch Шейкино, deutsch Bagdohnen, 1938 bis 1945 Rodungen, litauisch Bagdonai) ist ein Ort in der russischen Oblast Kaliningrad. Er gehört zur kommunalen Selbstverwaltungseinheit Munizipalkreis Krasnosnamensk im Rajon Krasnosnamensk.

## Geographische Lage
Scheikino liegt 7 Kilometer südlich der Rajonstadt Krasnosnamensk (Lasdehnen/Haselberg) und 12 Kilometer nördlich der früheren Kreisstadt Dobrowolsk (Pillkallen/Schloßberg) nördlich der Inster (russisch: Instrutsch). Durch den Ort verläuft die Regionalstraße 27A-025 (ex R508). Eine Bahnanbindung besteht nicht.

## Ortsname
Die deutsche Ortsbezeichnung geht zurück auf den Schulzen Bocdan aus Wersmeningken (1938 bis 1946: Langenfelde, heute russisch: Belkino), der hier 1524 ein Stück Wald erhalten haben soll.

## Geschichte

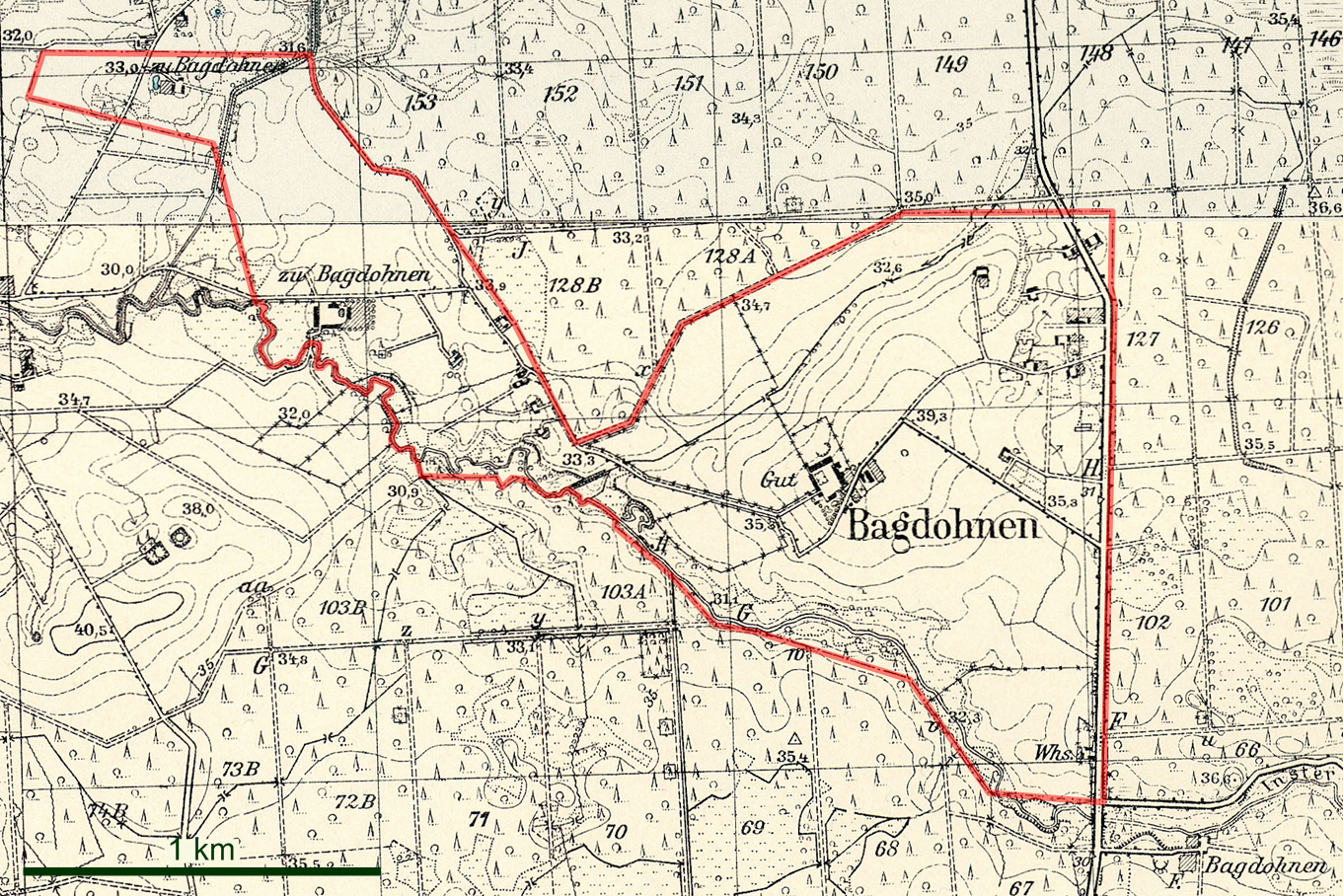
Die Gemeinde Bagdohnen auf zwei Messtischblättern von 1927 und 1937

Das frühere Bagdohnen war vor 1945 ein Gutsdorf, das neben dem Gut aus ein paar kleinen Gehöften bestand. Das Dorf gehörte zu den älteren Siedlungen im Kreis Pillkallen (1939 bis 1945 „Landkreis Schloßberg (Ostpr.)“) im oberen Bereich der Inster. Erstmals wurde es in einem Vermessungsprotokoll im Jahre 1610 genannt.
Vor 1723 war Bagdohnen ein Lasdenisches Schulzenamt, kam 1723 zum Domänenamt Löbegallen (1938 bis 1945: Löbenau, heute russisch: Tolstowo) und 1818 zum Kreis Pillkallen. Zwischen 1874 und 1945 gehörte das Dorf zum Amtsbezirk Löbgallen im Kreis Pillkallen im Regierungsbezirk Gumbinnen der preußischen Provinz Ostpreußen.
Im Jahr 1938 wurde das Dorf am 3. Juni – amtlich bestätigt am 16. Juli – aus politisch-ideologischen Gründen in „Rodungen“ umbenannt. In Kriegsfolge wurde der Ort zusammen mit dem nördlichen Ostpreußen der Sowjetunion zugeordnet.
Im Jahre 1947 erhielt Bagdohnen die russische Bezeichnung Scheikino und wurde gleichzeitig dem Dorfsowjet Tolstowski selski Sowet im Rajon Krasnosnamensk zugeordnet. Später gelangte der Ort in den Chlebnikowski selski Sowet. Von 2008 bis 2015 gehörte Scheikino zur Landgemeinde Wesnoswkoje selskoje posselenije, von 2016 bis 2021 zum Stadtkreis Krasnosnamensk und seither zum Munizipalkreis Krasnosnamensk.

### Einwohnerentwicklung
| Jahr | Einwohner | Bemerkungen                                                           |
| ---- | --------- | --------------------------------------------------------------------- |
| 1867 | 103       |                                                                       |
| 1871 | 116       |                                                                       |
| 1885 | 163       |                                                                       |
| 1905 | 146       |                                                                       |
| 1910 | 149       |                                                                       |
| 1933 | 153       | mit den angeschlossenen Förstereien Bagdohnen und (vermutlich) Inster |
| 1939 | 141       |                                                                       |
| 1984 | ~ 70      |                                                                       |
| 2002 | 17        |                                                                       |
| 2010 | 25        |                                                                       |
| 2021 | 34        |                                                                       |

## Kirche
Mit seiner mehrheitlich evangelischen Bevölkerung war Bagdohnen resp. Rodungen vor 1945 in das Kirchspiel der Kirche Lasdehnen (Haselberg, russisch: Krasnosnamensk) eingepfarrt und gehörte so zum Kirchenkreis Pillkallen (Schloßberg) innerhalb der Kirchenprovinz Ostpreußen der Kirche der Altpreußischen Union.
Heute liegt Scheikino im weitflächigen Einzugsbereich der neu entstandenen evangelisch-lutherischen Gemeinde in Sabrodino (Lesgewangminnen, 1938 bis 1946 Lesgewangen). Sie ist Teil der Propstei Kaliningrad (Königsberg) der Evangelisch-lutherischen Kirche Europäisches Russland.